# Oktánszám

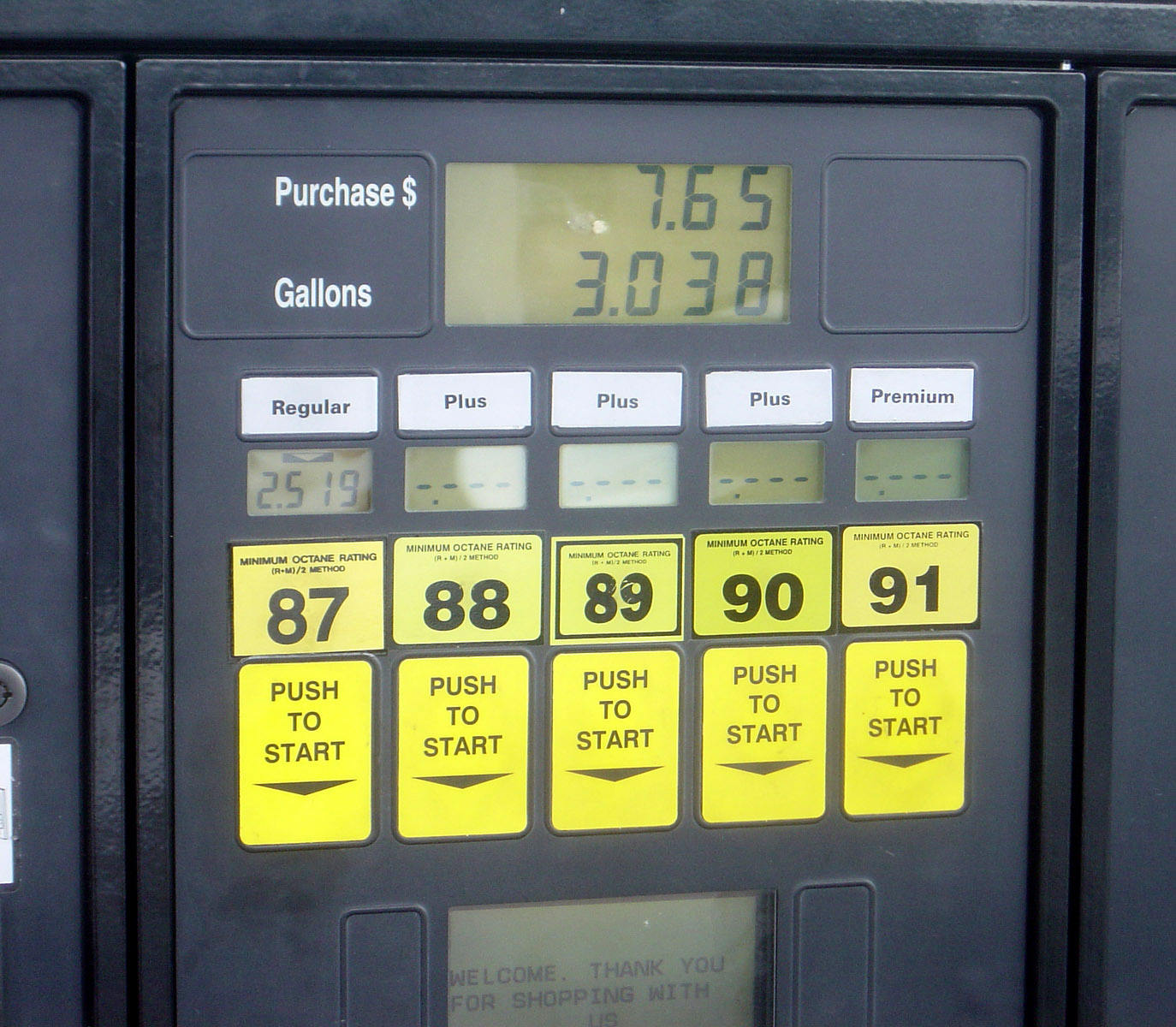
Öt különböző oktánszámú benzint kínáló amerikai benzinkút

Az oktánszám kompressziótűrés, a benzin nyomástűrésére, illetve öngyulladására vonatkozó mérőszám. Nemzetközileg egységes érték, a benzinkutak töltőoszlopain fel van tüntetve a benzin oktánszáma. Ha az előírtnál kisebb oktánszámú benzint használunk, az a motor kopogását (detonációs égésfolyamat kialakulást) idézi elő, azaz még mielőtt a gyújtógyertya szikrát adna, már a sűrítési ütemben berobban az üzemanyag-levegő keverék. Ez károsíthatja a motor szerkezeti elemeit. A nagyobb oktánszámú üzemanyag a számítógép-vezérlés nélküli autóknál kárt nem, de a tökéletlenebb égés miatt teljesítménycsökkenést okoz. Az injektorral szerelt kocsiknál a nagyobb oktánszámú benzin használata minimális teljesítménynövekedéssel járhat.  Az oktánszám adalékanyagokkal (például – a környezetszennyező hatása miatt – már nem használatos ólom-tetraetillel, vagy bio-etanollal) növelhető.
Manapság a legtöbb benzinüzemű jármű 95-ös oktánszámú (ún. szuper-)benzint használ.

## Az oktánszámmérés alapja
A mérendő benzint izooktánból (izooktán-C8H18) és n-heptánból (C7H16) komponált keverékkel hasonlítják össze. A mérendő benzinnel kompressziótűrés szempontjából azonos tulajdonságokkal rendelkező keverék térfogatszázalékban megadott izooktán tartalmát nevezzük a benzin oktánszámának. Tehát például a 95-ös benzin kompressziótűrése azonos a 95 V/V% i-oktánt és 5 V/V% n-heptánt tartalmazó keverékével.

## Mérési módszerek, különböző oktánszámok[1]

### Kísérleti oktánszám: RON (Research Octane Number)
A világon legáltalánosabban elterjedt oktánszám mérési eljárás. Ellenőrzött körülmények között 65,6 °C hőmérsékletű üzemanyagot fecskendeznek be egy 600 fordulat/perc fordulatszámmal járó nagy teljesítményű egyhengeres tesztmotorba, és így nézik a kompressziótűrését.

### Motoroktánszám: MON (Motor Octane Number)
A mai modern, illetve a repülésben használt motorokban jellemzőbb viszonyok tesztelésére találták ki a motoroktánszám mérését. A különbség az, hogy a befecskendezett előmelegített üzemanyag hőmérséklete magasabb, 148,9 °C (300 °F), valamint a tesztmotor fordulata is másfélszerese a kísérleti oktánszámmérésnél használtnak, 900 fordulat percenként.
A mérési módszerből adódóan a motoroktánszám (mintegy tíz egységgel) kisebb a kísérleti oktánszámnál. 
| Anyag                           | Motoroktánszám | Kísérleti oktánszám |
| ------------------------------- | -------------- | ------------------- |
| Metán                           | 110,0          | 107,5               |
| Propán                          | 100,0          | 105,7               |
| Bután                           | 91,0           | 93,6                |
| Izobután                        | 99,0           | 101,1               |
| Pentán                          | 61,7           | 61,7                |
| Pentán (2-Metil)                | 90,3           | 92,3                |
| 2,2,3-trimetilbután             | 101,0          | 105,0               |
| n-heptán                        | 0              | 0                   |
| Izooktán (2,2,4-trimetilpentán) | 100            | 100                 |
| 1-Pentén                        | 77,1           | 90,9                |
| 2-metil-1-butén                 | 81,9           | 101,3               |
| 2-metil-2-butén                 | 84,7           | 97,3                |
| Metilcikloheptán                | 80,0           | 91,3                |
| Ciklohexán                      | 77,2           | 83,0                |
| Benzol                          | 111,6          | 113,0               |
| Toluol                          | 102,1          | 115,7               |
| Benzin (közvetlen lepárlásból)  | 41-56          | 43-58               |
| Benzin termikus krakkolásból    | 65–70          | 70–75               |
| Benzin katalitikus krakkolásból | 75–81          | 80–85               |
| Polimerbenzin                   | 85             | 100                 |
| Alkilát                         | 90             | 92                  |
| Alkilbenzol                     | 100            | 107                 |
| Etanol                          | 100            | 105                 |
| terc-Butil-etil-éter            | —              | 11                  |

## Nemzetközi jelölések
- OZ
- Oktanzahl
- ON (octane number)